# NGC 594
NGC 594 ist eine Spiralgalaxie vom Hubble-Typ Sbc im Sternbild Walfisch in der Umgebung des Himmelsäquators, welche etwa 242 Millionen Lichtjahre von der Milchstraße entfernt ist. Sie wurde im Jahr 1886 von dem US-amerikanischen Astronomen Francis Preserved Leavenworth entdeckt.
Am 16. Januar 2002 wurde in NGC 594 die Supernova SN 2002D entdeckt.